# Vito Da Ros
Vito Da Ros   (Caneva, 31 de maig de 1957) es un ciclista italià, que fou professional entre 1978 i 1979. El 1977, com amateur, guanyà una medalla de plata al Campionat del món en contrarellotge per equips. L'any anterior ja havia participat en els Jocs Olímpics de Mont-real.

## Palmarès
Palmarès de Vito Da Ros.
- 1976
  - 1r al Gran Premi de la Indústria del Cuir i de la Pell
  - Vencedor d'una etapa al Girobio
- 1977
  - Vencedor d'una etapa al Girobio
  - Vencedor d'una etapa al Tour de l'Avenir